# 출발 (1967년 영화)
《출발》(프랑스어: Le Depart, 영어: The Departure)은 벨기에에서 제작된 예르지 스콜리모브스키 감독의 1967년  영화이다. 장 피에르 레오 등이 주연으로 출연하였다.

## 출연

### 주연
- 장 피에르 레오
- 캐서린-이사벨 듀포트

### 조연
- 재클린느 비르